# Panteón Guirao
El Panteón de Luisa Sancho Mata, más conocido como Panteón Guirao, es un mausoleo de estilo modernista situado en la Sacramental de San Isidro, en la ciudad española de Madrid, dentro del distrito de Carabanchel. Fue levantado a principios del siglo XX por el escultor catalán Agustín Querol Subirats (1860-1909) y está considerado como una obra maestra del arte funerario y del modernismo español.

## Historia
El panteón fue mandado construir en 1908 por el abogado, político y fotógrafo Luis Federico Guirao y Girada (1848-1941), como sepulcro de su esposa, Luisa Sancho Mata, fallecida en 1907. Agustín Querol procedió a su diseño y modelado en barro, no así a su ejecución, al sobrevenirle la muerte en 1909. Su taller terminó el encargo en el año 1911.

## Descripción

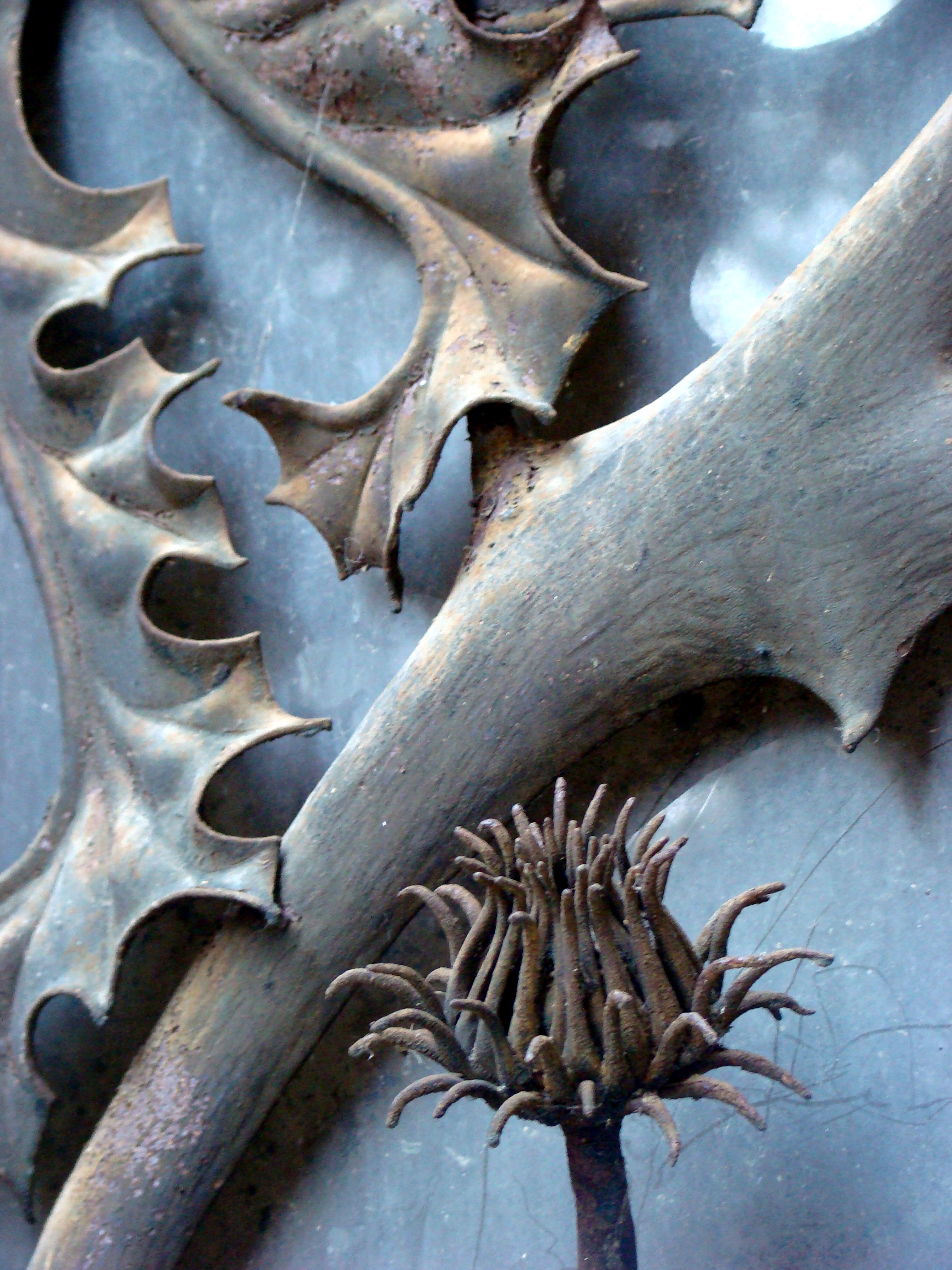
Decoración modernista de la cancela de la cripta.

Está ubicado en el Patio de la Concepción, uno de los recintos históricos del cementerio de la Real Archicofradía Sacramental de san Pedro, san Andrés, san Isidro y de la Purísima Concepción, llamado abreviadamente Sacramental o cementerio de san Isidro. Se erige sobre una pequeña plazoleta, delimitada por cuatro cipreses de gran porte, en el centro del eje principal del citado patio, lo que condiciona su orientación, mirando hacia el oeste.
Sobre un doble basamento escalonado descansa un sarcófago, en cuyo frontal aparece inscrito el nombre de Luisa Sancho Mota, mientras que, desde su trasera, emerge una gran cruz con un crismón grabado, alrededor de la cual se concentra la mayor parte de los grupos escultóricos del conjunto. En total se contabilizan catorce figuras, entre estatuas exentas y relieves, siete de ellas representaciones angelicales, que parecen guiar e iluminar a los seres humanos a los cuales protegen, todos ellos con expresiones de dolor y sufrimiento. Emplazadas a diferentes alturas se mezclan distintas alegorías que aluden a las virtudes del difunto, como la Caridad, el Perdón, la Compasión o la Limosna.
El conjunto posee un fuerte sentido escenográfico, que el autor consigue creando una masa pétrea que, a modo de fluido, amalgama a todas las esculturas. El ritmo envolvente que genera este planteamiento se acompaña de un movimiento de ascenso, al situarse en la cruz la referencia visual que persiguen los personajes esculpidos, en su afán por escapar de la envoltura de piedra que les atrapa. Lejos del hieratismo que caracteriza a los panteones de la época, Querol logra una composición de gran dinamismo, con la que parece querer reflejar la fugacidad de la vida y el momento de transición que se inicia con la muerte.
Aunque se trata de una obra eminentemente escultórica, hay también una parte arquitectónica, consistente en una cripta, realizada por Ignacio de Aldama Elorz. A la misma se accede por medio de una cancela, decorada con motivos vegetales silvestres de corte modernista, seguramente trazados por el propio Querol y fundidos en hierro por Francisco Torras Codina. El mausoleo estuvo cercado con una verja igualmente art nouveau, que se ha perdido con el paso del tiempo.